# Unto Pusa
Unto Pusa, né le 18 janvier 1913 à Viipuri et mort le 8 novembre 1973 à Helsinki, est un artiste peintre finlandais,.

## Biographie
De 1930 à 1935, il étudie à l'école de dessin de l'association des arts d'Helsinki, puis en 1949 à l'académie de Montmartre et à l'académie André Lhote à Paris.
Unto Pusa fait partie du groupe Prisma (fi) avec, entre autres, Sam Vanni. Il peint des compositions classiques, abordant le cubisme et l'art abstrait. Ses œuvres sont saturées de couleurs, il est inspiré par les peintures d'Henri Matisse, même si son travail est beaucoup plus discipliné.
De 1946 à 1970, il enseigne au département d'architecture de l'école supérieure technique de Finlande et à plusieurs reprises à l'école libre d'art d'Helsinki.

## Œuvres
Parmi ses oeuvres : 
- Maisema, 1962 ;
- Äiti ja tytär, 1969 ;
- autoportrait, années 1940 (?) ;
- Vesimylly Kuusamosta, 1957 ;
- Metsä, 1957 ;
- Armas Aho, Ässän kundi, 1957 ;
- Aitta III, 1957 ;
- Muurarit, 1954 ;
- Kaatunut sotilas, 1948 ;
- Rannanjärvi ja Isoo-Antti, 1971 ;
- Ruoskijat, 1968.

## Reconnaissance
- Médaille Pro Finlandia, 1963.
- Professeur, 1969.